# Rocket Boys
Rocket Boys (também conhecido como October Sky) é o primeiro livro de memórias de uma série de três, escrito por Homer Hickam. É uma história sobre a vida numa cidade de mineração de carvão, na qual um garoto demonstra interesse por missilismo amador. Ele ganhou o W.D. Weatherford Award em 1998, ano de seu lançamento. Hoje, é um dos livros mais requisitados nas bibliotecas comunitárias e públicas nos Estados Unidos. Também é incluído em muitos sistemas escolares em todo o mundo. Rocket Boys foi seguido por The Way Coalwood (2000) e Sky of Stone (2002).
Rocket Boys foi transformado em filme em 1999, intitulado O Céu de Outubro (em inglês October Sky, um anagrama de "Rocket Boys"). O livro foi então republicado como October Sky pouco depois.